# Liste des bâtiments historiques de rang III à Hong Kong
Les bâtiments historiques de rang III à Hong Kong sont ceux qui ont été classés comme étant « d'une certaine importance et dont une conservation sous une forme ou une autre serait souhaitable et des moyens alternatifs pourraient être envisagés si la conservation n'est pas réalisable ».
Note: Cette liste est d'actualité au 6 novembre 2009. Une réévaluation du classement à l'échelle du territoire est en cours depuis.

## Central and Western
| #     | Nom                                                                               | Image | Localisation                                     | Notes                                                                                   |
| ----- | --------------------------------------------------------------------------------- | ----- | ------------------------------------------------ | --------------------------------------------------------------------------------------- |
| H0734 | Quartiers des ouvriers de la station de pompage et de filtrage Elliot             |       | Pok Fu Lam Road (en), Kennedy Town (en)          |                                                                                         |
| H0754 | Bâtiment des travaux de traitement de la station de pompage et de filtrage Elliot |       | Pok Fu Lam Road (en), Kennedy Town (en)          |                                                                                         |
| H0316 | Immeuble de la mission de Londres                                                 |       | 78-80 Robinson Road (en), Niveaux intermédiaires | Accueille aujourd'hui un club-house privé.                                              |
| H0183 | Bloc principal de l'hôpital de Tung Wah (en)                                      |       | 12 Po Yan Street, Sheung Wan                     |                                                                                         |
| H0510 | Hôpital et mémorial de guerre Matilda (zh)                                        |       | 41 Mount Kellet Road, Pic Victoria               |                                                                                         |
| H0019 | 28 Kennedy Road (Bureau des anciens chefs de l'exécutif)                          |       | 28 Kennedy Road (zh), Central                    |                                                                                         |
| H0693 | Bloc de la maternité de l'ancien hôpital Victoria                                 |       | 17 Barker Road (en), Pic Victoria                |                                                                                         |
| H0752 | Poste de police du Pic                                                            |       | 92 Peak Road, Pic Victoria                       |                                                                                         |
| H0528 | École Saint-Louis (en)                                                            |       | 179 Third Street (en), Sai Ying Pun (zh)         |                                                                                         |
| H0885 | Maison en pierre                                                                  |       | 15 Kotewall Road (en), Niveaux intermédiaires    | Accueille maintenant une résidence privée.                                              |
| H0092 | Mission Tsung Tsin de l'Église Kau Yan de Hong Kong                               |       | 97A High Street (en), Sai Ying Pun               | Dessiné par Palmer & Turner Architects et construit en 1932.                            |
| H0564 | Quartiers des ouvriers de la station de filtrage de West Point                    |       | 50 Kotewall Road, Niveaux intermédiaires         | Fait maintenant partie du centre d'éducation environnementale de Lung Fu Shan.          |
| H0566 | Quartiers des ouvriers de la station de filtrage de West Point                    |       | 50 Kotewall Road, Niveaux intermédiaires         | Fait maintenant partie du centre d'éducation environnementale de Lung Fu Shan.          |
| H0561 | Ancienne caserne de pompiers de Western                                           |       | 12 Belcher's Street (en), Kennedy Town           | Converti en foyer pour personnes âgées Po Leung Kuk (en) de Chan Au Big Yan.            |
| H0132 | Bloc principal de l'ancienne maternité de Tsan Yuk (en)                           |       | 36A Western Street (en), Sai Ying Pun            | Nommé « Centre communautaire du district de Western » depuis 1973.                      |
| H0498 | Bloc annexe de l'ancienne maternité de Tsan Yuk (en)                              |       | 36A Western Street (en), Sai Ying Pun            |                                                                                         |
| H0581 | Ancien poste de police des Niveaux supérieurs                                     |       | 1F High Street, Sai Ying Pu                      | Maintenant utilisé comme siège régional de la brigade criminelle de l'île de Hong Kong. |
| H0599 | Central Market (en)                                                               |       | 80 Des Voeux Road (en), Central                  |                                                                                         |

## Eastern
| #     | Nom                          | Image | Localisation                          | Notes |
| ----- | ---------------------------- | ----- | ------------------------------------- | ----- |
| H0829 | Ancienne école de Quarry Bay |       | 986 King's Road (en), Quarry Bay (en) |       |
| H0227 | Bloc 17 des casernes Lyemun  |       | Lei Yue Mun (en), Chai Wan (en)       |       |
| H0371 | Bloc 03 des casernes Lyemun  |       | Lei Yue Mun, Chai Wan                 |       |
| H0375 | Bloc 05 des casernes Lyemun  |       | Lei Yue Mun, Chai Wan                 |       |
| H0113 | Bloc 20 des casernes Lyemun  |       | Lei Yue Mun, Chai Wan                 |       |
| H0093 | Bloc 30 des casernes Lyemun  |       | Lei Yue Mun, Chai Wan                 |       |
| H0165 | Bloc 31 des casernes Lyemun  |       | Lei Yue Mun, Chai Wan                 |       |
| H0201 | Bloc 32 des casernes Lyemun  |       | Lei Yue Mun, Chai Wan                 |       |
| H0288 | Bloc 33 des casernes Lyemun  |       | Lei Yue Mun, Chai Wan                 |       |
| H0351 | Bloc 34 des casernes Lyemun  |       | Lei Yue Mun, Chai Wan                 |       |

## Islands
| #     | Nom                                             | Image | Localisation                              | Notes |
| ----- | ----------------------------------------------- | ----- | ----------------------------------------- | ----- |
| H0593 | Hôpital de Cheung Chau Fong Bin                 |       | île de Cheung Chau                        |       |
| H0536 | École secondaire gouvernementale de Cheung Chau |       | 5B School Road, Cheung Chau               |       |
| H0372 | Poste de police de Cheung Chau                  |       | 4 Police Station Path, Cheung Chau        |       |
| H0440 | Ancien poste de police de Tai O (en)            |       | Shek Tsai Po Street, Tai O, île de Lantau |       |
| H1272 | Temple de Shui Yuet                             |       | Kwun Yam Wan, Cheung Chau                 |       |
| H1272 | Temple de Tin Hau                               |       | Fan Lau (en), île de Lantau               |       |
| H0912 | Temple de Tin Hau                               |       | Sai Wan, Cheung Chau                      |       |

## Kowloon City
| #     | Nom                                                    | Image | Localisation                        | Notes                                                    |
| ----- | ------------------------------------------------------ | ----- | ----------------------------------- | -------------------------------------------------------- |
| H0410 | École diocésaine pour garçons (en)                     |       | 131 Argyle Street (en), Mong Kok    |                                                          |
| H0609 | École Heep Yunn (en)                                   |       | 1 Farm Road, Ho Man Tin (zh)        |                                                          |
| H0231 | Bloc A de l'hôpital de Kowloon (en)                    |       | 147A Argyle Street, Mong Kok        |                                                          |
| H0232 | Bloc B de l'hôpital de Kowloon (en)                    |       | 147A Argyle Street, Mong Kok        |                                                          |
| H0233 | Bloc C de l'hôpital de Kowloon (en)                    |       | 147A Argyle Street, Mong Kok        |                                                          |
| H0234 | Bloc M de l'hôpital de Kowloon (en)                    |       | 147A Argyle Street, Mong Kok        |                                                          |
| H0235 | Bloc P de l'hôpital de Kowloon (en)                    |       | 147A Argyle Street, Mong Kok        |                                                          |
| H0236 | Bloc R de l'hôpital de Kowloon (en)                    |       | 147A Argyle Street, Mong Kok        |                                                          |
| H0237 | Bloc d'isolement de l'hôpital de Kowloon (en)          |       | 147A Argyle Street, Mong Kok        |                                                          |
| H0238 | Bloc ambulatoire de l'hôpital de Kowloon (en)          |       | 147A Argyle Street, Mong Kok        |                                                          |
| H0761 | Bâtiment utilitaire de l'hôpital de Kowloon (en)       |       | 147A Argyle Street, Mong Kok        |                                                          |
| H0811 | Bâtiment utilitaire de l'hôpital de Kowloon (en)       |       | 147A Argyle Street, Mong Kok        |                                                          |
| H1364 | Temple de Pak Tai (en)                                 |       | 146 Ma Tau Wai Road, Hung Hom       |                                                          |
| H0230 | Ancien dépôt de quarantaine animale de Ma Tau Kok (en) |       | 63 Ma Tau Kok Road, To Kwa Wan (en) | Reconverti en village d'artistes du dépôt de bétail (en) |
| H1081 | Temple de Tin Hau                                      |       | 49 Ha Heung Road, To Kwa Wan        |                                                          |

## North
| #     | Nom                                        | Image | Localisation                                                                     | Notes |
| ----- | ------------------------------------------ | ----- | -------------------------------------------------------------------------------- | ----- |
| H0989 | École Bok Man                              |       | Tsung Pak Long Village, Sheung Shui (en), Nouveaux Territoires                   |       |
| H0960 | Gare de Hung Leng (en)                     |       | Ligne d'embranchement Fanling-Sha Tau Kok (en), Sha Tau Kok Road, Hung Leng (en) |       |
| H0604 | Manoir                                     |       | Kwu Tung (en), Sheung Shui                                                       |       |
| H0312 | Centre de bien-être Dame Ho Tung           |       | 8 Kwu Tung, Sheung Shui                                                          |       |
| H0424 | Ancien poste de police de Sheung Shui (en) |       | Sheung Shui Wai (en), Sheung Shui                                                |       |
| H0929 | Église Tsung Kyam ou Église Shung Him      |       | 20 Shung Him Tong Tsuen (en), Lung Yeuk Tau, Fanling                             |       |
| H0802 | Couvent de Sin Wai                         |       | Ho Sheung Heung (en), Sheung Shui                                                |       |
| H0724 | Poste de police de Ta Kwu Ling             |       | Ping Che Road, Ta Kwu Ling (en)                                                  |       |

## Sai Kung
| #     | Nom                                                                 | Image | Localisation                                 | Notes            |
| ----- | ------------------------------------------------------------------- | ----- | -------------------------------------------- | ---------------- |
| H0392 | College adventiste de Hong Kong et académie adventiste de Hong Kong |       | 1111 Clear Water Bay Road (zh), Sheung Yeung |                  |
| H1054 | Temple de Hung Shing (en)                                           |       | Po Toi O (en)                                |                  |
| H1401 | Temple de Hung Shing (en)                                           |       | Tung Lung Chau (en)                          |                  |
| H0398 | Temples de Tin Hau et de Hip Tin                                    |       | Po Tung Road                                 |                  |
| H0688 | Chapelle de l'Immaculée Conception                                  |       | Tai Long Wan (en)                            |                  |
| H0368 | Chapelle Saint-Joseph                                               |       | Yim Tin Tsai                                 | Achevée en 1890. |

## Sha Tin
| #     | Nom                                                                             | Image | Localisation                      | Notes                            |
| ----- | ------------------------------------------------------------------------------- | ----- | --------------------------------- | -------------------------------- |
| H0563 | Camp chrétien de High Rock                                                      |       | 102 Village de Sha Tin Tau        |                                  |
| H0580 | Salle des ancêtres de Lam                                                       |       | 8, 10-14 village de Pai Tau (en)  |                                  |
| H0990 | Bâtiment du temple principal de Man Fat Tsz                                     |       | Pai Tau Hang                      | Monastère des Dix Mille Bouddhas |
| H0991 | Pagode de Man Fat Tsz                                                           |       | Pai Tau Hang                      |                                  |
| H0439 | Bâtiment de traitement de Shek Lei Pui - Deux bâtiments de traitement connectés |       | Parc de campagne de Kam Shan (en) |                                  |
| H0487 | Bâtiment de traitement de Shek Lei Pui - Maison chimique                        |       | Parc de campagne de Kam Shan      |                                  |

## Sham Shui Po
| #     | Nom                                                                              | Image | Localisation                           | Notes                                                                |
| ----- | -------------------------------------------------------------------------------- | ----- | -------------------------------------- | -------------------------------------------------------------------- |
| H0032 | Certains bâtiments et installations militaires de la caserne de Ngong shuen chau |       | Île des tailleurs de pierre            | Certains bâtiments et installations sont également de rang I et II   |
| H0845 | Hôpital de Lai Chi Kok (en)                                                      |       | 800 Castle Peak Road, Lai Chi Kok (en) |                                                                      |
| H0308 | Poste de police de Sham Shui Po (en)                                             |       | 37A Yen Chow Street (en), Sham Shui Po |                                                                      |
| H0572 | Dispensaire public de Sham Shui Po (en)                                          |       | 137 Yee Kuk Street, Sham Shui Po       | Maintenant utilisé comme dispensaire public et clinique de méthadone |
| H0864 | Temples de Tin Hau                                                               |       | 180-184 Yee Kuk Street, Sham Shui Po   |                                                                      |

## Southern
| #      | Nom                                                                         | Image | Localisation                                               | Notes                                                                                      |
| ------ | --------------------------------------------------------------------------- | ----- | ---------------------------------------------------------- | ------------------------------------------------------------------------------------------ |
| H0553  | Bâtiment de pompage du bassin inférieur du réservoir d'Aberdeen (en)        |       | Aberdeen Reservoir Road, Aberdeen                          |                                                                                            |
| H0290  | Chambre de valve du bassin inférieur du réservoir d'Aberdeen                |       | Aberdeen Reservoir Road, Aberdeen                          |                                                                                            |
| H0735  | Centre de gestion du bassin inférieur du réservoir d'Aberdeen               |       | Aberdeen Reservoir Road, Aberdeen                          |                                                                                            |
| H0746  | Chambre chimique et évents du bassin inférieur du réservoir d'Aberdeen      |       | Aberdeen Reservoir Road, Aberdeen                          |                                                                                            |
| H0740  | École technique d'Aberdeen                                                  |       | 1 Wong Chuk Hang Road (en), Aberdeen                       |                                                                                            |
| H0306  | Quartiers des ouvriers de l'ancien réservoir de Wong Nai Chung (en)         |       | Tai Tam Reservoir Road, Wong Nai Chun                      |                                                                                            |
| H0769  | Bâtiment du magasin                                                         |       | Magazine Island (en), Pok Fu Lam (zh)                      |                                                                                            |
| H0484  | Bâtiment principal de l'ancien poste de police d'Aberdeen                   |       | 116 Aberdeen Main Road (en), Aberdeen                      | Accueille désormais le Club adolescent de magasinier                                       |
| H0485  | Annexe de l'ancien poste de police d'Aberdeen                               |       | 116 Aberdeen Main Road (en), Aberdeen                      |                                                                                            |
| H0486  | Annexe de l'ancien poste de police d'Aberdeen                               |       | 116 Aberdeen Main Road (en), Aberdeen                      |                                                                                            |
| H0698  | Bâtiment en brique rouge du réservoir de Tai Tam (en)                       |       | Près de Tai Tam Byewash Reservoir, le long de Tai Tam Road |                                                                                            |
| H0807  | École préparatoire du St. Stephen's College                                 |       | 30-32 Wong Ma Kok Road, Stanley                            |                                                                                            |
| H0343  | Bloc 22 du fort de Stanley                                                  |       | Péninsule de Stanley (en)                                  |                                                                                            |
| H0347  | Bloc 26 du fort de Stanley                                                  |       | Péninsule de Stanley                                       |                                                                                            |
| H0345  | Bloc 24 du fort de Stanley                                                  |       | Péninsule de Stanley                                       |                                                                                            |
| H0324  | Bloc 10 du fort de Stanley                                                  |       | Péninsule de Stanley                                       |                                                                                            |
| H0326  | Bloc 13 du fort de Stanley                                                  |       | Péninsule de Stanley                                       |                                                                                            |
| H0634  | CASL de la batterie du fort de Stanley                                      |       | Péninsule de Stanley                                       |                                                                                            |
| H0342  | Bloc 21 du fort de Stanley                                                  |       | Péninsule de Stanley                                       |                                                                                            |
| H0328  | Bloc 15 du fort de Stanley                                                  |       | Péninsule de Stanley                                       |                                                                                            |
| H0346  | Bloc 25 du fort de Stanley                                                  |       | Péninsule de Stanley                                       |                                                                                            |
| H0344  | Bloc 23 du fort de Stanley                                                  |       | Péninsule de Stanley                                       |                                                                                            |
| H0632  | Bloc 03 du fort de Stanley                                                  |       | Péninsule de Stanley                                       |                                                                                            |
| H0327  | Bloc 14 du fort de Stanley                                                  |       | Péninsule de Stanley                                       |                                                                                            |
| H0348  | Bloc 27 du fort de Stanley                                                  |       | Péninsule de Stanley                                       |                                                                                            |
| H0525  | Bunker souterrain du fort de Stanley                                        |       | Péninsule de Stanley                                       |                                                                                            |
| H0633  | Bloc 0443 du fort de Stanley                                                |       | Péninsule de Stanley                                       |                                                                                            |
| H0325  | Bloc 12 du fort de Stanley                                                  |       | Péninsule de Stanley                                       |                                                                                            |
| H0682  | Poste d'observation de la batterie du fort de Stanley                       |       | Péninsule de Stanley                                       |                                                                                            |
| H0682A | SCP de la batterie du fort de Stanley                                       |       | Péninsule de Stanley                                       |                                                                                            |
| H0330  | Bloc 20 du fort de Stanley                                                  |       | Péninsule de Stanley                                       |                                                                                            |
| H0339  | Bloc 01 du fort de Stanley                                                  |       | Péninsule de Stanley                                       |                                                                                            |
| H0388  | Bloc 44 de la batterie du fort de Stanley                                   |       | Péninsule de Stanley                                       |                                                                                            |
| H0389  | Bloc 44B de la batterie du fort de Stanley                                  |       | Péninsule de Stanley                                       |                                                                                            |
| H0390  | Bloc 45 de la batterie du fort de Stanley                                   |       | Péninsule de Stanley                                       |                                                                                            |
| H0635  | Premier CASL de la batterie du fort de Stanley                              |       | Péninsule de Stanley                                       |                                                                                            |
| H0329  | Bloc 18 du fort de Stanley                                                  |       | Péninsule de Stanley                                       |                                                                                            |
| H1067  | Dispensaire public de Stanley                                               |       | 14 Wong Ma Kok Road, Stanley                               |                                                                                            |
| H1215  | Temples de Tin Hau                                                          |       | 333 Shek O Village, Shek O (en)                            |                                                                                            |
| H0404  | Résidence du secrétaire aux finances                                        |       | 45 Shouson Hill Road, Wong Chuk Hang (en)                  |                                                                                            |
| H1038  | Temple de Shui Yuet                                                         |       | 181 Main Street, Ap Lei Chau                               | Dédié à Guan Yin                                                                           |
| H1206  | Ruines d'un bungalow du personnel supérieur du réservoir Byewash de Tai Tam |       | Réservoir de Tai Tam, Tai Tam (en)                         |                                                                                            |
| H0738  | Quartier des ouvriers du réservoir Byewash de Tai Tam                       |       | Réservoir de Tai Tam, Tai Tam                              |                                                                                            |
| H0583  | Bâtiment du 128 Pok Fu Lam Road (Jessville (en))                            |       | 128 Pok Fu Lam Road (en)                                   | La déclaration du bâtiment en tant que monument proposé a été retirée le 1er février 2008. |

## Tai Po
| #     | Nom                                          | Image | Localisation                    | Notes |
| ----- | -------------------------------------------- | ----- | ------------------------------- | ----- |
| H1358 | Temple de Kwun Yum                           |       | Ta Tit Yan                      |       |
| H1240 | Pun Chun Yuen Tai Hung Po Din                |       | 17 Shek Lin Road, Kam Shan (en) |       |
| H1319 | Pun Chun Yuen Tak Wai Tong                   |       | 17 Shek Lin Road, Kam Shan      |       |
| H1296 | Maison de verre Pun Chun Yuen                |       | 17 Shek Lin Road, Kam Shan      |       |
| H1022 | Temple de Tin Hau                            |       | Sha Tau, Tung Ping Chau (en)    |       |
| H1035 | Complexe Shui Yuet Kung du temple de Tin Hau |       | Ha Wai, Tap Mun (en)            |       |

## Tsuen Wan
| #     | Nom                                                                            | Image | Localisation                                | Notes                                                               |
| ----- | ------------------------------------------------------------------------------ | ----- | ------------------------------------------- | ------------------------------------------------------------------- |
| H0560 | Chuk Lam Sim Yuen                                                              |       | Fu Yung Shan, Tsuen Wan                     | « Monastère de la forêt de bambous », construit entre 1929 et 1932. |
| H0966 | Vieille maison de l'ancien Hoi Pa Tsuen (anciennement Lot 956 de Hoi Pa Tsuen) |       | Jockey Club Tak Wah Park, Tak Wah Street    |                                                                     |
| H1190 | Monastère de Po Kwong Yuen                                                     |       | Lo Wai Road                                 |                                                                     |
| H1369 | Chuk Lam Sim Yuen                                                              |       | 56-58 Castle Peak Road, Tsing Lung Tau (en) |                                                                     |
| H0895 | Salle des ancêtres de Chan Yi Cheung                                           |       | Jockey Club Tak Wah Park, Tak Wah Street    |                                                                     |
| H1115 | Temple de Tin Hau                                                              |       | 38 Ma Wan Town, Ma Wan                      |                                                                     |

## Tuen Mun
| #     | Nom                                                                 | Image | Localisation                               | Notes |
| ----- | ------------------------------------------------------------------- | ----- | ------------------------------------------ | ----- |
| H0739 | Ching Leung Fat Yuen                                                |       | Ching Yan Siu Chuk, 21.5 Milestone, Fu Tei |       |
| H0755 | Ching Leung Fat Yuen Fat Din                                        |       | 21.5 Milestone, Fu Tei                     |       |
| H1052 | Salle des ancêtres des Lau                                          |       | Tuk Mei Chung, Lung Kwu Tan (en)           |       |
| H0713 | 3 San Shek Wan North Road, (anciennement nommé 17 Yeung Tsing Road) |       | 3 San Shek Wan North Road                  |       |
| H1354 | Temple de Sam Shing                                                 |       | Tuen Tsz Wai (en), Lam Tei (en)            |       |
| H1353 | Temple de Sin Hing                                                  |       | Tuen Fat Road                              |       |
| H1363 | Temple de Tin Hau                                                   |       | Tai Lam Kok                                |       |

## Wan Chai
| #     | Nom                                               | Image | Localisation                                                  | Notes |
| ----- | ------------------------------------------------- | ----- | ------------------------------------------------------------- | ----- |
| H0597 | 64 Kennedy Road (zh)                              |       | 64 Kennedy Road, Wan Chai                                     |       |
| H0433 | Hôpital oriental de Tung Wah (en)                 |       | 19 Eastern Hospital Road, Causeway Bay                        |       |
| H0590 | Marché de Wan Chai                                |       | 264 Queen's Road East (en), Wan Chai                          |       |
| H0356 | Ancien poste de police de Wan Chai (en)           |       | 123 Gloucester Road (zh-yue), Wan Chai                        |       |
| H0534 | Temple sikh (en)                                  |       | 371 Queen's Road East (en), Wan Chai, au croisement avec (en) |       |
| H0521 | Église du Christ de l'église Shing Kwong en Chine |       | 7 Eastern Hospital Road, Causeway Bay                         |       |

## Wong Tai Sin
| #     | Nom                     | Image | Localisation                                                | Notes |
| ----- | ----------------------- | ----- | ----------------------------------------------------------- | ----- |
| H1134 | Ancien hangar de la RAF |       | Village de Tai Hom (en), Diamond Hill (zh)                  |       |
| H1322 | Maison en pierre        |       | 4 Tai Koon Yuen, village de Tai Hom (en), Diamond Hill (zh) |       |

## Yau Tsim Mong
| #     | Nom                                                             | Image | Localisation                                   | Notes |
| ----- | --------------------------------------------------------------- | ----- | ---------------------------------------------- | --- |
| H0986 | Temple de Hung Shing (en)                                       |       | Fuk Tsun Street, Tai Kok Tsui (en)             | |
| H0289 | Ancien quartier général de la police de Kowloon                 |       | 142 Prince Edward Road (en), Mong Kok          | Fait maintenant partie du poste de police de Mong Kok                                                                       |
| H0054 | Certains bâtiments de la caserne de Gun Club Hill               |       | Gun Club Hill, Austin Road (en), Tsim Sha Tsui | Certains bâtiments sont également de rang II                                                                                |
| H0051 | Bloc 58 de la caserne Whitfield                                 |       | Parc de Kowloon, Tsim Sha Tsui                 | Situé le long de Haiphong Road (en), à l'est de Kowloon Park Drive. Utilisé comme entrepôt du musée d'histoire de Hong Kong |
| H0048 | Bloc S4 de la caserne Whitfield                                 |       | Parc de Kowloon, Tsim Sha Tsui                 | Accueille maintenant le centre d'exposition et de ressources sur l'éducation pour la santé                                  |
| H0048 | Bloc S61 et S62 de la caserne Whitfield                         |       | Parc de Kowloon, Tsim Sha Tsui                 | Accueille maintenant le centre de découverte du patrimoine de Hong Kong                                                     |
| H0941 | Église de tous les saints                                       |       | 4 Jordan Road (en), Yau Ma Tei                 | |
| H0360 | Bloc principal de l'ancienne caserne de pompiers de Kowloon     |       | 33 Salisbury Road (en), Tsim Sha Tsui          | |
| H0360 | Bloc d'hébergement de l'ancienne caserne de pompiers de Kowloon |       | 33 Salisbury Road, Tsim Sha Tsui               | |
| H1084 | Temple de Shui Yuet                                             |       | 90 Shantung Street (en), Mong Kok              | Dédié à Guan Yin |
| H0320 | Poste de police de Yau Ma Tei (en)                              |       | 627 Canton Road (zh), Yau Ma Tei               | |
| H0271 | Marché aux fruits de Yau Ma Tei (en)                            |       | Shek Lung Street,Yau Ma Tei                    | |

## Yuen Long
| #      | Nom                                              | Image | Localisation                                   | Notes                                                                               |
| ------ | ------------------------------------------------ | ----- | ---------------------------------------------- | ----------------------------------------------------------------------------------- |
| H0223  | École Chou Wong Yi Kung                          |       | 82 Shui Tau Tsuen (en), Kam Tin (en)           |                                                                                     |
| H0548  | Manoir Lai                                       |       | 485 Lai Uk Tsuen, Pat Heung (zh)               |                                                                                     |
| H1355  | Salle des ancêtres de Ming Tak Tong              |       | Fan Tin Tsuen (en), San Tin (en)               |                                                                                     |
| H1004  | So Lau Yuen                                      |       | 25 Shui Tau Tsuen (en), Pak Wai Tsuen, Kam Tin |                                                                                     |
| H0775  | Salle des ancêtres de Tang Lung Yau Wan Tsuen Um |       | 57 Tsz Tong Tsuen (en), Kam Tin                |                                                                                     |
| H0883  | Temple de Tin Hau                                |       | 62 Shui Mei Tsuen (en), Kam Tin                |                                                                                     |
| H0519  | École Tung Yik                                   |       | 199 Lin Fa Tei (en)                            |                                                                                     |
| H1382  | École Yau Sin                                    |       | San Wai (en), Ha Tsuen (en)                    |                                                                                     |
| H1028  | École Yeuk Hui                                   |       | Hang Mei Tsuen (en), Ping Shan (en)            |                                                                                     |
| H1108  | Salle des ancêtres de Cheng                      |       | 120 Ngau Keng, Pat Heung                       |                                                                                     |
| H1034  | Salle des ancêtres de Cheung                     |       | 74 Shui Tsan Tin, Pat Heung                    |                                                                                     |
| H1438  | Salle des ancêtres de Choi Kei Tung              |       | Shek Wu Tong, Pat Heung                        |                                                                                     |
| H1065  | Temple de Chung Shing                            |       | 136 Yuen Kong Tsuen, Pat Heung                 |                                                                                     |
| H0850  | Kong Ha Wai                                      |       | Près de Kam Tsin Wai (en), Pat Heung           |                                                                                     |
| H1366  | Salle des ancêtres de Kwok                       |       | Lin Fa Tei (en), Pat Heung                     |                                                                                     |
| H0954  | Salle des ancêtres de Lai                        |       | 146 Tsz Tong Tsuen, Sheung Tsuen, Pat Heung    |                                                                                     |
| H1034A | Salle des ancêtres de Lee                        |       | 77 Shui Tsan Tin, Pat Heung                    |                                                                                     |
| H1155  | Salle des ancêtres de Lee                        |       | 63 Ngau Keng, Pat Heun                         |                                                                                     |
| H1080  | Monastère de Ling Wan                            |       | Kwun Yum Shan, Pat Heung                       |                                                                                     |
| H0496  | Poste de police de Lok Ma Chau                   |       | 100 Lok Ma Chau Road, Lok Ma Chau (en)         |                                                                                     |
| H0781  | Miu Kok Yuen                                     |       | 136 Fung Kat Heung (en)                        |                                                                                     |
| H0373  | Ancien poste de police de Ping Shan              |       | Ping Shan (en)                                 | Accueille maintenant le centre des visiteurs du sentier du patrimoine de Ping Shan. |
| H0924  | Temple de Yeung Hau                              |       | Sheung Cheung Wai (en), Ping Shan              |                                                                                     |
| H1045  | Temple de Yeung Hau                              |       | Tong Yan San Tsuen (en), Ping Shan             |                                                                                     |